# Палац Рас Аль-Тін
Палац Рас-Ель-Тін (араб. قصر رأس التين Qaṣr Ras Al Tīn, буквально «Палац мису Фіг») — палац на узбережжі Середземного моря в Олександрії, Єгипет. Це одна з офіційних резиденцій Президента Єгипту.
При династії Єгипту та Судану Мухаммеда Алі це був королівський палац. Палац Рас Ель Тінь — найстаріший королівський єгипетський палац, який досі використовується.

## Історія
Палац розташований в кварталі Рас-ель-Тінь в Олександрії, звідки відкривається вид на західну гавань міста. Він був побудований на мисі, який в античності був місцем острова Фарос. Палац має давню історичну асоціацію з єгипетськими роялті. Це один з небагатьох палаців Єгипту, який свідчить про започаткування тривалої династії Мухаммеда Алі Мухаммеда Алі-паші (рр. 1805—1848) на початку 19 століття. Мухаммед Алі замовив ряд закордонних архітекторів та інженерів на проектування та будівництво палацу. Будівельна діяльність розпочалася в 1834 році, для завершення оригінальної конструкції в 1845 році знадобилося одинадцять років. Додаткові роботи та спорудження додаткових крил тривали ще два роки до 1847 року, коли вона була офіційно відкрита.
Побудований на підйомі над гавані і отриманий класичним портиком, палац є однією з ряду будівельних розробок в Олександрії, ініційованих Мухаммедом Алі. Кажуть, що традиція є місцем переговорів між Мухаммедом Алі та адміралом сером Чарльзом Нап'єром під час кризи Сходу 1840 року. Палац використовувався як королівська дачна династія Мухаммед Алі . Під час англо-єгипетської війни 1882 року в палаці розмістилася британська десантна партія на чолі з капітаном Джекі Фішером. Фішер описав це як «дуже розкішне, але маса бліх і бруду». База гідропланів була створена поруч із палацом в період панування Британії в Єгипті як частина англійської військово-морської бази в Олександрії. Після Єгипетської революції 1952 року передостанній монарх Єгипту та Судану, король Фарук, шукав притулку в палаці, щоб переховатись від переслідування. Палац Рас-Ель Тин знаходився прямо в гавані Олександрії під гарматами військових кораблів ВМС Єгипту, оскільки ВМС залишилися вірними йому. Тому він 25 липня змусив свою вірну суданську гвардію, будувати барикади навколо палацу. В той же день палац був оточений військами, які намагалися його штурмувати, після кількох годин боїв, Кафері зміг домовитись про припинення вогню. 26 липня 1952 року король Фарук підписав своє зречення в палаці і вийшов з палацу, щоб покинути Єгипет і піти в заслання.

## Використання
Офіційно сад відкритий для публіки, але не сам палац. Рас-Ель-Тін використовується як військово-морська база в останні роки для проведення державних гостей та заходів. Громадського музею немає, на відміну від королівських садів палацу Монтаза та музею, також в Олександрії.